# Arroyo el Triunfo 1.ª Sección
Arroyo el Triunfo 1.ª Sección es un ejido del municipio de Balancán ubicado en la subregión de los Ríos del estado mexicano de Tabasco.

## Geografía
La localidad se ubica a 54.9 kilómetros (en dirección este) de la localidad de Balancán de Domínguez, la cabecera y lugar más poblado del municipio. Se sitúa en las coordenadas geográficas 17°45′46″N 91°01′13″O / 17.762778, -91.020278, a una elevación de 43 metros sobre el nivel del mar.

## Demografía
Según el Conteo de Población y Vivienda 2020, efectuado por el Instituto Nacional de Estadística y Geografía, la localidad de Arroyo el Triunfo 1.ª Sección tiene 767 habitantes, de los cuales 369 son del sexo masculino y 398 del sexo femenino. Su tasa de fecundidad es de 3.52 hijos por mujer y tiene 198 viviendas particulares habitadas.
| Gráfica de evolución demográfica de Arroyo el Triunfo 1.ª Sección entre 1970 y 2020 |
|                                                                                     |
| INEGI.                                                                              |